# Jolanta Krypczyk
Jolanta Krypczyk (ur. 15 września 1972 w Wodzisławiu Śląskim) – polska biathlonistka, medalista mistrzostw Polski.

## Życiorys
Była zawodniczką Dynamitu Chorzów. W 1991 została wicemistrzynią Polski juniorów w sprincie. Na mistrzostwach Polski seniorów zdobyła dwa brązowe medale: w sztafecie w 1993 i w biegu drużynowym w 1995. Ponadto w 1994 wywalczył srebrny medal w barwach reprezentacji Polski  podczas międzynarodowych mistrzostw Polski w biathlonie letnim - w biegu sztafetowym.
Reprezentowała Polskę na mistrzostwach świata juniorów w 1991 (42 m. w biegu indywidualnym, 42 m. w sprincie) i 1992 (41 m. w biegu indywidualnym i 45 m. w sprincie).
Karierę sportową zakończyła w 1995, następnie pracowała jako trener, m.in. w MKS Marklowice